# Diana Peñuela
Diana Carolina Peñuela Martínez (Manizales, 8 september 1986) is een Colombiaanse wielrenster. Ze rijdt sinds 2025 voor de wielerploeg Sistecredito-GW.

## Carrière
Voordat ze in Amerikaanse dienst ging fietsen reed ze bij Team Tibco, bij het Italiaanse Alé Cipollini en bij het Amerikaanse UnitedHealthcare Women's Team. Ze vertegenwoordigde haar land vanaf 2013 diverse keren tijdens de Wereldkampioenschappen wielrennen. Ze won etappes in onder andere de Ronde van Colombia, Joe Martin Stage Race en de Ronde van de Gila. Ze stond meermaals op het podium van de Zuid-Amerikaanse Spelen, Bolivariaanse Spelen en het Colombiaans kampioenschap op de weg. In 2022 werd ze Colombiaans kampioene op de weg en won ze vier van de zes etappes en het eind- en puntenklassement van de Ronde van Colombia.

## Palmares
2013

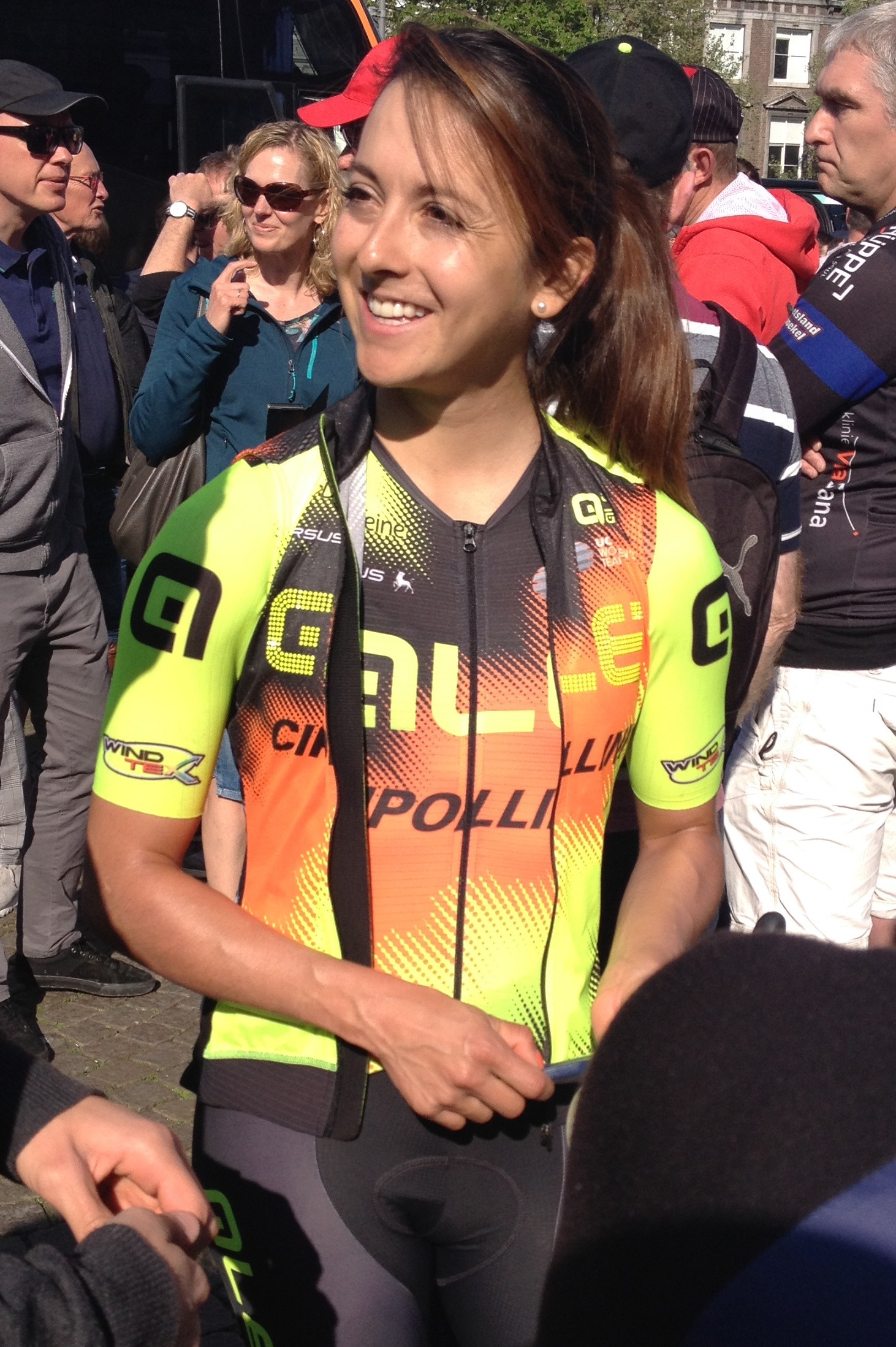
Peñuela bij de Amstel Gold Race 2019.

 Bolivariaanse Spelen, wegrit
2014
 Colombiaans kampioenschap op de weg
 Zuid-Amerikaanse Spelen, wegrit
2015
 Colombiaans kampioenschap op de weg
2017
1e etappe Ronde van Colombia
 Bolivariaanse Spelen, wegrit
 Colombiaans kampioenschap op de weg
2018
1e etappe Joe Martin Stage Race
5e etappe Ronde van de Gila
2020
 Colombiaans kampioenschap tijdrijden
2021
 Colombiaans kampioenschap op de weg
2022
 Colombiaans kampioene op de weg
1e, 2e, 3e, en 4e etappe Ronde van Colombia
Eind- en puntenklassement Ronde van Colombia
2023
 Colombiaans kampioenschap tijdrijden
 Colombiaans kampioene op de weg
1e en 2e etappe Ronde van Colombia
Puntenklassement Ronde Colombia
2024
 Colombiaans kampioene tijdrijden
 Colombiaans kampioenschap op de weg
2025
 Colombiaans kampioene tijdrijden
 Colombiaans kampioenschap op de weg
1e, 3e, 5e (ITT) en 6e etappe Ronde van Colombia
Eind- en puntenklassement Ronde van Colombia

### Resultaten in voornaamste wedstrijden
|      | \| Jaar \| Gent-Wevelgem \| Ronde van Vlaanderen \| Strade Bianche \| \| WK op de weg \| \| ---- \| ------------- \| -------------------- \| -------------- \| \| ------------ \| \| 2013 \| \| \| \| \| opgave \| \| 2014 \| \| \| \| \| \| \| 2015 \| \| \| \| \| 38e \| \| 2016 \| 70e \| 90e \| \| \| 42e \| \| 2017 \| \| \| \| \| 53e \| \| 2018 \| \| \| \| \| \| \| 2019 \| \| 72e \| buit.tijd \| \| opgave \| \| 2020 \| \| \| 27e \| \| \| \| 2021 \| \| \| 66e \| \| 98e \| \| 2022 \| \| \| \| \| 69e \| \| 2023 \| \| \| \| \| 81e \| \| 2024 \| \| \| \| \| opgave \| |                      |                |  |              |
| Jaar | Gent-Wevelgem | Ronde van Vlaanderen | Strade Bianche |  | WK op de weg |
| 2013 | |                      |                |  | opgave       |
| 2014 | |                      |                |  |              |
| 2015 | |                      |                |  | 38e          |
| 2016 | 70e | 90e                  |                |  | 42e          |
| 2017 | |                      |                |  | 53e          |
| 2018 | |                      |                |  |              |
| 2019 | | 72e                  | buit.tijd      |  | opgave       |
| 2020 | |                      | 27e            |  |              |
| 2021 | |                      | 66e            |  | 98e          |
| 2022 | |                      |                |  | 69e          |
| 2023 | |                      |                |  | 81e          |
| 2024 | |                      |                |  | opgave       |

Bariani · Erić · Hosking · Kasper · Quagliotto · Paladin · Peñuela · Raimondi · Swinkels · Trevisi · Van 't Geloof · Yonamine
Bruderer · Clevenger · Crooks · Dixon · Faulkner · Gigante · Kessler · Lucas · Malseed · Newsom · Peñuela · Ryan · Stephens
Buurman · Dixon · Erath · Ewers · Faulkner · Frain · Gigante · Honsinger · Kessler · Langley · Newsom · Peñuela · Smith · Stephens · Ward · Yonamine